# TSC Walsrode
Das TanzSportCentrum Walsrode ist ein Tanzsportverein in Walsrode. Der Verein wurde am 14. August 2004 von Tanzschülern der Tanzschule Beuss gegründet, um mit einer Lateinformation an Ligawettkämpfen des Deutschen Tanzsportverbandes teilnehmen zu können. Weiterhin bietet der Verein auch Turnier- und Gesellschaftstanz an.

## Lateinformationen

### A-Team
Die Lateinformation des TSC Walsrode startete in der Saison 2004/05 zunächst in der Landesliga Nord Latein. Ab der Saison 2008/09 tanzte die Mannschaft in der Oberliga Nord Latein. Die Saison 2010/11 beendete die Mannschaft auf dem 2. Platz der Liga und gewann das anschließende Aufstiegsturnier zur Regionalliga Nord Latein.
In der Saison 2013/14 folgte der Aufstieg in die 2. Bundesliga Latein. Bis zur Saison 2021/22 tanzt das A-Team in der 1. bzw. 2. Bundesliga Latein:
- 2014/15: 2. Bundesliga, 2. Platz
- 2015/16: 1. Bundesliga, 7. Platz
- 2016/17: 2. Bundesliga, 1. Platz
- 2017/18: 1. Bundesliga, 8. Platz
- 2018/19: 2. Bundesliga, 1. Platz
- 2019/20: 1. Bundesliga, 7. Platz
- 2021/22: 2. Bundesliga, 1. Platz

Trainer des A-Teams war Oliver Tienken.
Zur Saison 2022/23 übernahm das A-Team den Startplatz des bisherigen B-Teams in der Regionalliga Nord Latein. Am Ende der Saison 2023/24 stieg die Mannschaft wieder in die 2. Bundesliga Nord Latein auf.